# Thermoharder
Thermoharders of thermohardende synthetische polymeren, ook wel duroplasten genoemd, zijn macromoleculaire verbindingen met een 3-dimensionele netwerkstructuur. Thermoharders blijven hard als ze worden verhit, in tegenstelling tot de thermoplasten, die zacht worden bij verhitting. Dit komt door crosslinks (dwarsverbindingen) tussen de individuele ketens. Thermoharders kunnen niet op dezelfde manier worden verwerkt als thermoplasten. Dit omdat een thermoharder na verwerking niet meer om te vormen is. Als een thermoharder wordt verhit, smelt het niet maar het ontleedt zich zonder vloeibaar te worden. De oorzaak hiervan zijn de crosslinks, die covalent zijn. Om deze reden smelt een thermoharder niet (in tegenstelling tot thermoplasten waarbij de meeste interactie tussen de macromoleculen bestaat uit vanderwaalskrachten). 
Thermoharders worden minder gebruikt dan thermoplasten, omdat ze lastiger te produceren zijn door middel van spuitgieten en slecht recycleerbaar zijn. Thermohardende kunststoffen zijn normaal een stuk brozer dan thermoplastische kunststoffen. 
Voorbeelden van thermohardende materialen zijn:
- Alkydharsen
- Bakeliet
- Diallylftalaat (DAP)
- Melamineformaldehyde (MF)
- Polyesterharsen
- Ureumformaldehyde (UF)